# Yoshiro Moriyama
Yoshiro Moriyama (森山 佳郎 Moriyama Yoshiro?,  nacido el 9 de noviembre de 1967 en Kumamoto) es un exfutbolista japonés que se desempeñaba como defensa.
En 1994, Moriyama jugó 7 veces para la Selección de fútbol de Japón. Moriyama fue elegido para integrar la selección nacional de Japón para los Juegos Asiáticos de 1994.

## Trayectoria

### Clubes
| Club                | País  | Año         |
| ------------------- | ----- | ----------- |
| Sanfrecce Hiroshima | Japón | 1991 - 1995 |
| Yokohama Flügels    | Japón | 1996 - 1997 |
| Júbilo Iwata        | Japón | 1998        |
| Bellmare Hiratsuka  | Japón | 1999        |

### Selección nacional
| Selección | País  | Año  |
| --------- | ----- | ---- |
| Absoluta  | Japón | 1994 |

## Estadística de equipo nacional
| Selección de Japón | Selección de Japón | Selección de Japón |
| Año                | Part.              | Goles              |
| ------------------ | ------------------ | ------------------ |
| 1994               | 7                  | 0                  |
| Total              | 7                  | 0                  |

## Palmarés

### Títulos nacionales
| Título         | Club         | País  | Año  |
| -------------- | ------------ | ----- | ---- |
| Copa J. League | Júbilo Iwata | Japón | 1998 |